# 井上奈奈
井上 奈奈（いのうえ なな）は、京都府舞鶴市出身の日本の現代アーティスト・作家。

## 人物・経歴
高校在学中に交換留学生として単身渡米。武蔵野美術大学卒業。アメリカワシントン高校（ノースキャロライナ）在学中よりアートワークを発表し続ける。上海アートフェア・台湾アートフェアへの招待等、海外での活動も多数。2010年にはニューヨークで個展を開催。近年では、建築家・ミュージシャン・写真家など異分野のアーティストとのコラボレーション企画に参加。2014年より絵本作品やエッセイを発表、代表作に『ちょうちょうなんなん』（あかね書房）、『ウラオモテヤマネコ』（KISSA BOOKS）『ひ』（岩崎書店）がある。雑誌や書籍の装画も多数手がけている。2018年著作の絵本『くままでのおさらい』が「世界で最も美しい本コンクール」にて銀賞。2023年『PIHOTEK　北極を風と歩く』（講談社）で日本絵本賞大賞を受賞。2024年、先駆的な活躍をする京都ゆかりの女性を表彰する「京都府あけぼの賞」に選出。本作りを建築ととらえ、制作を続ける。

## 主な活動・展示
- 2004年 - 積水樹脂プロダクトデザインコンペ入賞
- 2005年 - Amuse art jam 選出・展示2005年（京都・京都文化博物館）
- 2007年 - The 20th Exhibition in Shanghai Art Fair 2007出展 （中国／Shanghai Mart）
- 2008年 - 文化庁若手クリエーター創作支援事業・奨励費拝受（京都／まいづる智恵蔵）
- 2009年 - ART TRANSNATIONAL2009 参加（大阪／大阪現代美術センター）
- 2009年 - 丹波の森公苑レジデンスアーティストに選抜。ワークショップ･個展を開催（兵庫／柏原　丹波の森）
- 2009年 - SADU modern art exhibition in seoul 2010　招待出展（韓国/SOWOL ART HALL）
- 2010年　ART TAIPEI 2010 招待出展（台湾/Taipei World Trade Center）
- 2011年 - zank & mars Gallery個展 （アメリカ/ニューヨークブルックリン）
- 2014年 - 絵本『さいごのぞう』（キーステージ21）を刊行
- 2014年 - 絵本『さいごのぞう』原画展（主催：舞鶴観光協会）（京都／舞鶴市まいづる智恵蔵）
- 2015年 - 絵本『ウラオモテヤマネコ』（堀之内出版）を刊行
- 2016年 - 絵本『くままでのおさらい』（ビーナイス）刊行
- 2018年 - 絵本『ちょうちょうなんなん』（あかね書房）を刊行
- 2019年 - 絵本『せかいねこのひ』（新日本出版）を刊行
- 2020年 - 絵本『猫のミーラ』（堀之内出版）を刊行
- 2021年 - 作品集『星に絵本を繋ぐ』（雷鳥社）を刊行
- 2022年 - 絵本『PIHOTEK』（講談社）を刊行
- 2024年 - 絵本『ひ』を刊行（岩崎書店）
- 2024年 - エッセイ『絵本を建てる』（KISSA BOOKS）を刊行
- 2025年 - 絵本『うさぎまでのおさらい』（ビーナイス）を刊行

## メディア
- LOHAS TALK （J-WAVE、2015年5月[1]）
- Pausa Tempo （中央FM、2015年6月）
- 猫が笑えば２ （WOWOW、2020年6月）
- NHK Eテレ「美の壺」 （Eテレ、2020年9月[2]）
- SUNDAY'S POST - 小山薫堂、宇賀なつみ（東京FM、2022年2月）
- LOHAS TALK （J-WAVE、2022年12月）
- nippn ¡ hon-yomokka ! - 南沢奈央（TOKYO FM、2023年5月）

## 作品集・出版
- 2010年 - 作品集アートカレンダー「Nora＆Home」　（株式会社　コンテクスト）
- 2011年 - 作品集アートカレンダー「Half」　（株式会社　コンテクスト）
- 2013年 - 作品集アートカレンダー「星が紡いだ物語達」　（株式会社　コンテクスト）
- 2014年 - 絵本『さいごのぞう』（絵・文）　（キーステージ21） ISBN 978-4904933022
- 2015年 - 絵本『ウラオモテヤマネコ』（絵・文）　（堀之内出版） ISBN 978-4906708598
- 2016年 - 絵本『くままでのおさらい』（絵・文）　（ビーナイス） ISBN 978-4905389385
- 2017年　 絵本『うさぎまでのおさらい』（絵・文）（ビーナイス）
- 2018年 - 絵本『ちょうちょうなんなん』（絵・文）(あかね書房) ISBN 978-4-251-09908-2
- 2018年　 絵本『せかいねこのひ』（絵・文）(新日本出版) ISBN 978-4406064095
- 2019年 - 絵本『猫のミーラ』（絵・文）（堀之内出版）ISBN 978-4909237446
- 2020年 - 作品集『星に絵本を繋ぐ』（絵・文）（雷鳥社） ISBN 978-4844137801
- 2022年 - 絵本『PIHOTEK 北極を風と歩く』（絵）（講談社）ISBN 978-4065283165
- 2023年 - エッセイ集『絵本を建てる』（八戸ブックセンター刊）
- 2023年 - 絵本 新装版『ウラオモテヤマネコ』（絵・文）（KISSA BOOKS） ISBN 978-4910943015
- 2024年 - 絵本『ひ』（絵・文）（岩崎書店） ISBN 978-4265831241
- 2025年 - 絵本『うさぎまでのおさらい』（ビーナイス）ISBN 978-4905389491

## 装画
- 2012年『人間発達の地域づくり』（国土社）
- 2013年『アメリカ特許実務マニュアル』（中央経済社）
- 2013年『校長の実践経営術　25の鉄則』（学事出版）
- 2013年『高校生の親に贈る２１のアドバイス』（学事出版）
- 2013年『POSSE』vol.21～（堀之内出版）
- 2015年『月刊教員養成セミナ－2015年5月号～』（時事通信社）
- 2016年『クマと旅をする』（キーステージ21）
- 2018年『私はあなたの瞳の林檎』（講談社）
- 2018年『されど私の可愛い檸檬』（講談社）
- 2021年『とわの庭』小川糸（新潮社）
- 2021年『私はあなたの瞳の林檎』舞城王太郎（講談社）
- 2021年『畏れ入谷の彼女の柘榴』舞城王太郎（講談社）